# King Ghidorah
King Ghidorah (キングギドラ, Kingu Gidora), soms ook wel gespeld als Ghidrah of Ghidora, is een kaiju die voorkomt in verschillende films en computerspellen uit het Godzilla-franchise.
King Ghidorah is een goudkleurige draak. Hij heeft drie koppen aan lange nekken, vleermuisachtige vleugels en twee staarten. Hij staat altijd op twee achterpoten en heeft geen armen of voorpoten. Zijn omvang verschilt per incarnatie. King Ghidorah is Godzilla’s aartsvijand, en een van de sterkste Kaiju uit het Toho-universum. In de meeste films moet Godzilla samenwerken met andere Kaiju voor hij King Ghidorah de baas kan.

## Incarnaties

### Shōwa-versie
De Showa-versie van King Ghidorah maakte zijn debuut in Ghidorah, the Three-Headed Monster.
In de Showa-reeks van Godzillafilms was King Ghidorah een monster uit de ruimte. Hij was verantwoordelijk voor de vernietiging van beschavingen op vele planeten, waaronder Venus. Zijn oorsprong is onbekend. Hij arriveerde op aarde in een meteoriet en bracht grote vernielingen aan in Japan. Uiteindelijk werd hij verslagen door Godzilla, Rodan en Mothra. De drie verdreven hem van de aarde.
In de erop volgende film, Invasion of Astro-Monster, bleek Ghidorah te zijn afgereisd naar Planeet X, waar hij onder controle was komen te staan van de Xillians. De Xillians gebruikten hem, Godzilla en Rodan om de aarde aan te vallen. Toen Rodan en Godzilla verlost werden uit de macht van de Xillians, verdreven ze Ghidorah opnieuw.
Ghidorah keerde weer terug in de film Destroy All Monsters, waarin hij diende als wapen van de Kilaaks. Hij werd gedood door de gecombineerde aanvallen van 10 monsters. Desondanks dook Ghidorah weer op in Godzilla vs. Gigan, maar dit is omdat Destroy all Monsters zich op het einde van de twintigste eeuw afspeelt, en vs. Gigan in 1972. In deze film was Ghidorah onder de controle van de M Space Hunter Nebula aliens en samen met zijn bondgenoot Gigan verwoestte hij Tokyo. Godzilla en Anguirus confronteerden het duo en na een hevige gevecht, vloog Ghidorah terug naar de ruimte.
De Showa-versie van Ghidorah had ook een rol in twee afleveringen van de televisieserie Zone Fighter waar hij met de superheld Zone Fighter vocht, en werd het enige antagonistmonster dat niet gedood werd door de held. Zelfs zijn vroegere bondgenoot, Gigan overleefde niet tegen Zone Fighter en Godzilla.

### Heisei-versie
De Heisie-versie van King Ghidorah maakte zijn debuut in Godzilla vs. King Ghidorah.
Deze King Ghidorah was geen ruimtemonster, maar een fusie van drie genetisch gemodificeerde wezens genaamd Dorats. Deze Dorats werden door tijdreizigers uit de 23e eeuw teruggebracht naar het jaar 1944. Daar werden ze blootgesteld aan nucleaire testen en de radioactiviteit veranderde hen in King Ghidorah.
Met King Ghidorah probeerden de tijdreizigers in 1992 Japan te vernietigen. Godzilla bevocht deze Ghidorah, en wist hem te verslaan nadat de computer waarmee Ghidorah werd beheerst werd vernield.
Hierna werd de Heisei-versie van Ghidorah niet meer gezien, maar een paar op hem gebaseerde monsters verschenen wel in de Heisei-films.

### Millennium-versie
De Millennium-versie van King Ghidorah verscheen voor het eerst in Godzilla, Mothra and King Ghidorah: Giant Monsters All-Out Attack. In deze film was Ghidorah een eeuwenoud wezen dat samen met Baragon en Mothra de aarde verdedigde. Derhalve had hij in deze film de rol van de held in plaats van de schurk. Tevens was deze versie van Ghidorah kleiner dan Godzilla.
Ghidorah bevecht in de film samen met Mothra Godzilla. Aanvankelijk is Ghidorah nog niet in staat te vliegen, en verslaat Godzilla hem met gemak. Nadat Mothra sterft, zorgt haar energie ervoor dat Ghidorah zich verder ontwikkelt tot zijn sterkste vorm. In zijn nieuwe vorm kon Ghidorah Godzilla dusdanig verzwakken dat het Japanse leger hem kon uitschakelen. Ghidorah zelf werd voor die tijd vernietigd door Godzilla.
In de andere films uit de Millennium reeks kwamen wel monsters gebaseerd op King Ghidorah voor, maar Ghidorah zelf werd niet meer gezien. 

### Amerikaanse versie
In Amerika verscheen King Ghidorah voor het eerst in Kong: Skull Island (gemaakt door Legendary Pictures). In deze film is hij echter alleen te zien als een cameo: in een scène na de aftiteling zijn een paar grotschilderingen te zien waarop Ghidorah, Rodan, Mothra en Godzilla afgebeeld staan. Pas in Godzilla: King of the Monsters werd het personage echt belangrijk. In deze film zat hij eerst opgesloten in het ijs van Antarctica maar werd door de ORCA (apparaat waarmee gedrag van titanen kan worden bestuurd) wakker gemaakt en ontsnapt. Monarch (bedrijf dat monsters in de gaten houdt) noemt het monster 'Monster Zero'. Al snel arriveert Godzilla en vecht met Ghidorah. Later lokt Monarch Rodan naar Ghidorah en de twee vechten. Ghidorah verslaat Rodan maar doodt hem niet. Even later duikt Godzilla op en de monsters vechten even onderwater en uiteindelijk bijt Godzilla Ghidorah's rechterhoofd af. Dan wordt er een bom genaamd 'Oxygen Destroyer' op de twee monsters gestuurt en deze explodeert. Het wapen doodt Godzilla bijna maar heeft geen effect op Ghidorah. Dan legt Dr. llene Chen uit dat Monster Zero King Ghidorah heet. Dan vliegt Ghidorah naar de vulkaan van Rodan en laat zijn ontbrekende hoofd teruggroeien. Als het hoofd helemaal terug is gegroeid, brult het luidkeels. Dan ontwaken alle monsters op aarde en beginnen steden te vernietigen. Emma Russel wordt ervan verdacht dat zij alle monsters heeft gewekt. Nadat Godzilla is hersteld van de Oxygen Destroyer arriveert hij in Boston waar Ghidorah Madison Russel (dochter van Emma Russel) aanvalt. Godzilla redt Madison door zijn atoomstraal op Ghidorah af te vuren en de twee vechten opnieuw. Uiteindelijk arriveert Mothra en zet Ghidorah's hoofden vast op een gebouw met haar web. Later helpt Rodan Ghidorah door Mothra aan te vallen maar deze wordt tijdelijk uitgeschakeld door Mothra's angel. Uiteindelijk pakt King Ghidorah Godzilla op, vliegt boven de wolken en laat Godzilla vallen. Godzilla stort in volle snelheid naar beneden en raakt de grond. Dan kruipt Mothra op hem en vliegt daarna op Ghidorah af. Ghidorah doodt Mothra met zijn zwaartekrachtstraal. De sporen van Mothra vallen op Godzilla, die lavakleurige scheuren op zijn huid krijgt. Op dat moment probeert Ghidorah Godzilla te wurgen maar wordt afgeleid door Emma Russel die zich opoffert voor Godzilla. Dan loopt Nucleaire Godzilla (een nu extra krachtige versie van Godzilla) op Ghidorah af en gebruikt een nucleaire puls om Ghidorah's vleugels te laten vergaan. Bij de tweede puls lossen het linker- en rechterhoofd op. Bij de derde puls raakt Ghidorah's middelste hoofd gewond raakt en blijkbaar het lichaam vernietigd. In de daarop volgende scène staat een weer normaal geworden Godzilla in de ruïne van Boston met Ghidorah's laatste hoofd in zijn bek en vernietigt het met zijn atoomstraal. Ghidorah had een cameo in Godzilla vs Kong waarbij een schedel van hem wordt gebruikt voor Mechagodzilla.
In deze film is Ghidorah net als het originele Ghidorah een buitenaards wezen.  

## Andere Ghidorahs
Andere versies van King Ghidorah doken later op in Godzilla- en Mothrafilms.

### Mecha-King Ghidorah
Mecha-King Ghidorah verscheen in de film Godzilla vs. King Ghidorah. Dit was een cyborg-versie van de King Ghidorah die in dezelfde film verscheen. Nadat Godzilla King Ghidorah had verslagen, werd zijn lichaam in de toekomst omgebouwd tot een cyborg met een metalen torso, vleugels en derde hoofd.
Deze incarnatie van Ghidorah kon Godzilla aanvankelijk verslaan, maar toen hij hem naar zee droeg, brak Godzilla vrij en raakte de cyborg met zijn atoomstraal. De zwaar beschadigde cyborg stortte in zee en werd niet meer gezien. Wel werd zijn technologie later gebruikt voor het maken van Mechagodzilla.

### Death Ghidorah
In de film Rebirth of Mothra kwam een monster dat vrijwel gelijk was een King Ghidorah voor. Dit monster was Desghidorah of Death Ghidorah (デスギドラ, Desugidora). Death Ghidorah had vier benen in plaats van twee, maar voor de rest was hij identiek aan King Ghidorah.
Death Ghidorah was een ruimtedraak die al vele planeten had verwoest. Hij werd in de prehistorie verslagen door de voorouders van Mothra. In het heden ontwaakte hij weer als de sterkere Grand King Ghidorah (グランドギドラ, Gurando Gidora, Grand Ghidorah). Deze Ghidorah werd uiteindelijk verslagen door Mothra Leo.

### Keizer Ghidorah
Keizer Ghidorah is een Kaiju uit de film Godzilla: Final Wars. Hij was het ultieme wapen van de Xillians, en Godzilla’s laatste tegenstander. Hij begon zijn gevecht als “Monster X”, maar toen Godzilla dreigde te winnen transformeerde hij naar Ghidorah. Aanvankelijk leek Ghidorah Godzilla te verslaan, totdat Godzilla nieuwe energie kreeg van de soldaat Ozaki. Hierna vernietigde Godzilla Keizer Ghidorah door hem de lucht in te gooien en op te blazen met zijn spirale adem.

## Krachten en vaardigheden
Ghidorah kan vliegen en beschikt over grote fysieke kracht.
In vrijwel alle incarnaties kan hij stralen afvuren die lijken op elektriciteit. In werkelijkheid zijn dit zwaartekrachtstralen. Ze kunnen voorwerpen en tegenstanders gewichtloos maken en ze zo de lucht in slingeren.
De Millennium-versie van Ghidorah kon wel elektriciteit afvuren. Death Ghidorah had de gave om vuur te spuwen, en bliksembollen af te schieten uit zijn vleugels.
Ghidorahs huid is vrijwel ondoordringbaar, maar niet geheel onkwetsbaar. De Showa-versie van Ghidorah was immuun voor energieaanvallen, maar verder niets anders. Death Ghidorah had het hardste pantser van allemaal.
Ghidorah kan windvlagen opwekken met zijn vleugels. Tevens kan hij in de meeste incarnaties energie aftappen van zijn tegenstander. De manier waarop verschilt per incarnatie.
De Showa-versie van King Ghidorah kon magnetische velden oproepen. Death Ghidorah had beperkte psionische krachten waardoor hij kleine voorwerpen kon teleporteren.
De Amerikaanse-versie kon een keer met zijn vleugels elektriciteit afvuren.

## Media

### Filmografie
- Ghidorah, the Three-Headed Monster (1964)
- Invasion of Astro-Monster (1965)
- Destroy All Monsters (1968)
- Godzilla vs. Gigan (1972)
- Zone Fighter televisieserie (1973), afleveringen vijf en zes
- Godzilla vs. Mechagodzilla (1974)(via oud beeldmateriaal)
- Terror of Mechagodzilla (1975)(via oud beeldmateriaal)
- Godzilla vs. King Ghidorah (1991)(als zowel King Ghidorah als Mecha-King Ghidorah)
- Godzilla vs. Mechagodzilla II (1993)(als Mecha-King Ghidorah)
- Rebirth of Mothra (1996)(als Death Ghidorah)
- Godzilla Island (1997) televisieserie
- Rebirth of Mothra III (1998)(als Grand King Ghidorah)
- Godzilla, Mothra and King Ghidorah: Giant Monsters All-Out Attack (2001)
- Godzilla: Final Wars (als Keizer Ghidorah) (2004)
- Godzilla: King of the Monsters (als Monster Zero) (2019)

Daarnaast heeft King Ghidorah in de Amerikaanse film Kong: Skull Island een cameo. Een grottekening van hem is te zien in een bonusscène na de aftiteling. De tekening toont Ghidorah in gevecht met Godzilla.

### Computerspellen
- Godzilla: Monster of Monsters
- Godzilla 2: War of the Monsters
- Super Godzilla (ook als "Mecha")
- Godzilla: Battle Legends (ook als "Mecha")
- Godzilla: Giant Monster March (ook als "Mecha")
- Godzilla: Destroy All Monsters Melee (ook als "Mecha")
- Godzilla: Domination! (ook als "Mecha", maar niet bespeelbaar)
- Godzilla: Save the Earth (ook als "Mecha")
- Godzilla: Unleashed (ook als "Mecha")
- Godzilla Unleashed: Double Smash (ook als "Mecha", maar niet bespeelbaar)

## Populariteit
King Ghidorah is een van de populairste Kaiju uit de Godzillafilms.
Ghidorah heeft veel referenties in pop cultuur. Zo is er een Japanse band naar hem vernoemd. Veel spellen uit de Final Fantasy-serie bevatten een driekoppige draak genaamd Ghidrah. King Ghidorah zelf verscheen in een aflevering uit het 11e seizoen van South Park.